# ناحیه رایتس، شهرستان گرین، ایلینوی
ناحیه رایتس (به انگلیسی: Wrights Township) یک منطقهٔ مسکونی در ایالات متحده آمریکا است که در شهرستان گرین، ایلینوی واقع شده‌است. ناحیه رایتس ۱۵۷ متر بالاتر از سطح دریا واقع شده‌است.